# جون باريت (لاعب هوكي الجليد)
جون باريت (بالإنجليزية: John Barrett)‏ (و. 1958  م) هو لاعب هوكي الجليد كندي، ولد في أوتا، مركز لعبه هو مدافع ‏.

## روابط خارجية
- جون باريت على موقع دوري الهوكي الوطني (الإنجليزية)
- جون باريت على موقع EliteProspects.com (الإنجليزية)
- جون باريت على موقع HockeyDB.com (الإنجليزية)
- جون باريت على موقع Hockey-Reference.com (الإنجليزية)